# Локалита Капучини (Терамо)
Локалита Капучини (итал. Località Cappuccini) је насеље у Италији у округу Терамо, региону Абруцо.
Према процени из 2011. у насељу је живело 29 становника. Насеље се налази на надморској висини од 329 м.